# Campeonato Italiano de Fórmula 4
O Campeonato Italiano de Fórmula 4 é a primeira série de corridas de fórmula de acordo com os regulamentos da Fórmula 4 da FIA, criada para substituir a Fórmula Abarth. A temporada inaugural foi o Campeonato Italiano de Fórmula 4 de 2014, vencido por Lance Stroll, da Prema Powerteam, que também venceu o campeonato de construtores. Atualmente, a F4 Italiana é o campeonato nacional de Fórmula 4 mais antigo e mais longevo, com corridas por diversos países da Europa e pilotos de várias partes do mundo.

## História
Gerhard Berger e a FIA Singleseater Commission lançaram a FIA Fórmula 4 em março de 2013. O objetivo da Fórmula 4 é tornar o caminho para a Fórmula 1 mais claro. Além dos regulamentos desportivos e técnicos, os custos também são regulados. Para a compra do carro para competir nesta categoria o valor não pode exceder € 30.000. Uma temporada na Fórmula 4 não pode exceder € 100.000 em custos. A Fórmula 4 italiana foi o primeiro campeonato de Fórmula 4 da FIA a ser lançado. O campeonato italiano foi lançado pela ACI-CSAI em 12 de dezembro de 2013.
A WSK Promotions, conhecida por suas corridas de kart na WSK Euro Series e. a, foi contratada para promover o campeonato.

## Carro
O construtor italiano Tatuus, que também produziu carros para a Fórmula Abarth, foi contratado para projetar e construir todos os carros da F4 Italiana. O chassi é um monocoque feito de fibra de carbono, o Tatuus F4-T421, que está em vigor na categoria desde 2022.
O motor é um Fiat - FPT de 1400cc. Este é o mesmo motor usado na Fórmula Abarth entre 2010 e 2013. Ele é ajustado para atender aos regulamentos da Fórmula 4 da FIA para 160 hp, abaixo dos 180  cv. originais.

## Campeões

### Pilotos
| Edição | Piloto                | Equipe                | Poles | Vitórias | Pódios | Voltas mais rápidas | Pontos | Conquistado      | Margem |
| ------ | --------------------- | --------------------- | ----- | -------- | ------ | ------------------- | ------ | ---------------- | ------ |
| 2014   | Lance Stroll          | Prema Powerteam       | 5     | 7        | 13     | 11                  | 331    | Corrida 15 de 21 | 94     |
| 2015   | Ralf Aron             | Prema Powerteam       | 7     | 9        | 13     | 6                   | 331    | Corrida 18 de 21 | 108    |
| 2016   | Marcos Siebert        | Jenzer Motorsport     | 4     | 4        | 9      | 1                   | 231    | Corrida 20 de 21 | 15     |
| 2017   | Marcus Armstrong      | Prema Powerteam       | 5     | 4        | 13     | 1                   | 283    | Corrida 19 de 21 | 36     |
| 2018   | Enzo Fittipaldi       | Prema Theodore Racing | 9     | 7        | 10     | 5                   | 303    | Corrida 21 de 21 | 21     |
| 2019   | Dennis Hauger         | Van Amersfoort Racing | 7     | 12       | 16     | 9                   | 369    | Corrida 18 de 21 | 136    |
| 2020   | Gabriele Minì         | Prema Powerteam       | 8     | 4        | 12     | 2                   | 284    | Corrida 18 de 21 | 76     |
| 2021   | Oliver Bearman        | Van Amersfoort Racing | 8     | 11       | 15     | 2                   | 343    | Corrida 18 de 21 | 111    |
| 2022   | Andrea Kimi Antonelli | Prema Powerteam       | 14    | 13       | 15     | 14                  | 362    | Corrida 18 de 20 | 104    |
| 2023   | Kacper Sztuka         | US Racing             | 9     | 9        | 12     | 8                   | 315    | Corrida 20 de 21 | 35     |
| 2024   | Freddie Slater        | Prema Powerteam       | 11    | 15       | 16     | 10                  | 383    | Corrida 17 de 21 | 161    |

### Equipes
| Edição | Equipe                | Poles | Vitórias | Pódios | Voltas mais rápidas | Pontos | Conquistado      | Margem |
| ------ | --------------------- | ----- | -------- | ------ | ------------------- | ------ | ---------------- | ------ |
| 2014   | Prema Powerteam       | 13    | 13       | 11     | 31                  | 303    | Corrida 15 de 21 | 58     |
| 2015   | Prema Powerteam       | 9     | 12       | 22     | 7                   | 339    | Corrida 19 de 21 | 35     |
| 2016   | Prema Powerteam       | 7     | 9        | 21     | 9                   | 439,5  | Corrida 19 de 21 | 43,5   |
| 2017   | Bhaitech              | 9     | 8        | 17     | 6                   | 565    | Corrida 18 de 21 | 89     |
| 2018   | Prema Theodore Racing | 13    | 12       | 28     | 8                   | 667    | Corrida 19 de 21 | 187    |
| 2019   | Van Amersfoort Racing | 9     | 12       | 24     | 10                  | 576    | Corrida 21 de 21 | 28     |
| 2020   | Prema Powerteam       | 15    | 6        | 24     | 8                   | 596    | Corrida 21 de 21 | 101    |
| 2021   | Van Amersfoort Racing | 11    | 13       | 23     | 4                   | 585    | Corrida 18 de 21 | 102    |
| 2022   | Prema Powerteam       | 19    | 16       | 38     | 19                  | 800    | Corrida 18 de 21 | 289    |
| 2023   | Prema Powerteam       | 10    | 12       | 40     | 9                   | 791    | Corrida 18 de 21 | 245    |
| 2024   | Prema Powerteam       | 12    | 16       | 30     | 12                  | 763    | Corrida 17 de 21 | 221    |

### Troféu de inverno
| Edição | Piloto    | Equipe          | Poles | Vitórias (Troféu) | Pódios | Voltas mais rápidas | Pontos | Conquistado    | Margem |
| ------ | --------- | --------------- | ----- | ----------------- | ------ | ------------------- | ------ | -------------- | ------ |
| 2014   | Ralf Aron | Prema Powerteam | 2     | 1 (2)             | 2      | 1                   | 38     | Corrida 1 de 2 | 0      |

### Troféu
No concorrente italiano F4 Trophy para pilotos maiores de 18 anos.
| Edição | Condutor        | Equipe               | Poles | Vitórias (Troféu) | Pódios | Voltas mais rápidas | Pontos | Conquistado      | Margem |
| ------ | --------------- | -------------------- | ----- | ----------------- | ------ | ------------------- | ------ | ---------------- | ------ |
| 2014   | Brandon Maisano | Prema Powerteam      | 8     | 6 (17)            | 17     | 6                   | 406    | Corrida 12 de 21 | 176    |
| 2015   | Kevin Kanayet   | Formula Malta Racing | 0     | 9 (21)            | 17     | 1                   | 337    | Corrida 17 de 21 | 28     |

### Troféu Mulher
| Estação | Piloto            | Equipe                    | Poles | Vitórias (Troféu) | Pódios | Voltas mais rápidas | Pontos | Conquistado      | Margem |
| ------- | ----------------- | ------------------------- | ----- | ----------------- | ------ | ------------------- | ------ | ---------------- | ------ |
| 2015    | Julia Pankiewicz  | RB Racing                 | 0     | 11                | 17     | 0                   | 343    | Corrida 17 de 21 | 112    |
| 2016    | Fabienne Wohlwend | Aragon Racing DR Fórmula  | 0     | 18                | 18     | 0                   | 400    | Corrida 11 de 21 | N / D  |
| 2019    | Amna Al Qubaisi   | Abu Dhabi Racing by Prema | 0     | 17                | 19     | 0                   | 400    | Corrida 13 de 21 | 271    |
| 2020    | Hamda Al Qubaisi  | Abu Dhabi Racing by Prema | 0     | 15                | 15     | 0                   | 375    | Corrida 12 de 21 | N / D  |
| 2021    | Maya Weug         | Iron Lynx                 | 0     | 11                | 20     | 0                   | 437    | Corrida 21 de 21 | 43     |
| 2022    | Maya Weug         | Iron Lynx                 | 0     | 18                | 20     | 0                   | 400    | Corrida 20 de 20 | 91     |
| 2023    | Tina Hausmann     | AKM Motorsport            | 0     | 7                 | 15     | 0                   | 310    | Corrida 20 de 20 | 9      |

### Classe Novato
O resultado do campeonato foi decidido por diferentes classificações. Vitórias e pontos da classificação de novatos estão presentes entre parênteses.
| Estação | Piloto                | Equipe                | Poles | Vitórias (estreante) | Pódios | Voltas mais rápidas | Pontos (novato) | Conquistado      | Margem |
| ------- | --------------------- | --------------------- | ----- | -------------------- | ------ | ------------------- | --------------- | ---------------- | ------ |
| 2016    | Jüri Vips             | Prema Powerteam       | 2     | 1 (8)                | 7      | 3                   | 140 (247,5)     | Corrida 20 de 21 | 40     |
| 2017    | Leonardo Lorandi      | Bhaitech              | 0     | 1 (19)               | 2      | 4                   | 185 (400)       | Corrida 16 de 21 | 107    |
| 2018    | Petr Ptáček           | Bhaitech              | 0     | 0 (11)               | 6      | 3                   | 182 (365 )      | Corrida 18 de 21 | 22     |
| 2019    | Paul Aron             | Prema Powerteam       | 1     | 2 (9)                | 8      | 0                   | 226 (348 )      | Corrida 18 de 21 | 87     |
| 2020    | Gabriele Minì         | Prema Powerteam       | 8     | 4 (6)                | 12     | 2                   | 284 (318)       | Corrida 19 de 21 | 67     |
| 2021    | Nikita Bedrin         | Van Amersfoort Racing | 0     | 1 (6)                | 4      | 0                   | 103 (240)       | Corrida 21 de 21 | 1      |
| 2022    | Andrea Kimi Antonelli | Prema Powerteam       | 14    | 13 (14)              | 15     | 14                  | 362 (378)       | Corrida 18 de 20 | 97     |
| 2023    | Arvid Lindblad        | Prema Powerteam       | 4     | 6 (8)                | 10     | 3                   | 263,5 (322,5)   | Corrida 18 de 20 | 15,5   |
| 2024    | Alex Powell           | Prema Powerteam       | 1     | 0 (10)               | 6      | 0                   | 176 (343)       | Corrida 21 de 21 | 15     |

## Graduados da F4 Italiana

### Pilotos graduados para a Fórmula 2
- Itálico denota um piloto ativo na Fórmula 2
- O fundo dourado denota o campeão italiano de F4.
- Negrito denota um piloto campeão de Fórmula 2.

| Piloto                | Desempenho na F4 Italiana | Desempenho na F4 Italiana | Desempenho na F4 Italiana | Desempenho na F4 Italiana | Desempenho na F2 | Desempenho na F2              | Desempenho na F2 | Desempenho na F2 | Desempenho na F2 |
| Piloto                | Edições                   | Corridas                  | Vitórias                  | Pódios                    | Edições          | Primeira equipe               | Corridas         | Vitórias         | Pódios           |
| --------------------- | ------------------------- | ------------------------- | ------------------------- | ------------------------- | ---------------- | ----------------------------- | ---------------- | ---------------- | ---------------- |
| Andrea Kimi Antonelli | 2021–2022                 | 29                        | 13                        | 15                        | 2024             | Prema Racing                  | 24               | 2                | 3                |
| Marcus Armstrong      | 2017                      | 21                        | 3                         | 11                        | 2020–2021        | ART Grand Prix                | 60               | 2                | 6                |
| Paul Aron             | 2019                      | 21                        | 2                         | 2                         | 2023–2024        | AIX Racing                    | 26               | 0                | 7                |
| Taylor Barnard        | 2020, 2022                | 28                        | 0                         | 1                         | 2024             | AIX Racing                    | 20               | 1                | 1                |
| Oliver Bearman        | 2020–2021                 | 29                        | 12                        | 17                        | 2023–2024        | Prema Racing                  | 46               | 6                | 8                |
| David Beckmann        | 2015                      | 20                        | 1                         | 4                         | 2021–2022        | Charouz Racing System         | 31               | 0                | 2                |
| Dino Beganovic        | 2020                      | 20                        | 1                         | 6                         | 2024–2025        | DAMS                          | 0                | 0                | 0                |
| Gabriel Bortoleto     | 2020                      | 20                        | 1                         | 5                         | 2024             | Invicta Racing                | 24               | 2                | 5                |
| Luke Browning         | 2021                      | 3                         | 0                         | 1                         | 2024–2025        | ART Grand Prix                | 2                | 0                | 0                |
| Amaury Cordeel        | 2018                      | 6                         | 0                         | 0                         | 2022–2024        | Van Amersfoort Racing         | 74               | 0                | 0                |
| Juan Manuel Correa    | 2016–2017                 | 24                        | 3                         | 4                         | 2019, 2022–2024  | Sauber Junior Team by Charouz | 68               | 0                | 3                |
| Jak Crawford          | 2020                      | 14                        | 2                         | 7                         | 2023–2025        | Hitech Pulse-Eight            | 50               | 2                | 10               |
| Alessio Deledda       | 2018                      | 20                        | 0                         | 0                         | 2021             | HWA Racelab                   | 24               | 0                | 0                |
| Jack Doohan           | 2018                      | 6                         | 0                         | 0                         | 2021–2023        | MP Motorsport                 | 59               | 6                | 11               |
| Felipe Drugovich      | 2017                      | 6                         | 1                         | 2                         | 2020–2022        | MP Motorsport                 | 73               | 8                | 15               |
| Alex Dunne            | 2022                      | 20                        | 3                         | 11                        | 2025             | Rodin Motorsport              | 0                | 0                | 0                |
| Joshua Dürksen        | 2019–2021                 | 50                        | 4                         | 9                         | 2024–2025        | AIX Racing                    | 24               | 1                | 3                |
| Enzo Fittipaldi       | 2017–2018                 | 21                        | 3                         | 9                         | 2022–2024        | UNI-Virtuosi Racing           | 68               | 5                | 20               |
| Leonardo Fornaroli    | 2020–2021                 | 40                        | 1                         | 9                         | 2024–2025        | Rodin Motorsport              | 0                | 0                | 0                |
| Dennis Hauger         | 2019                      | 21                        | 3                         | 9                         | 2022–2024        | UNI-Virtuosi Racing           | 78               | 5                | 13               |
| Niels Koolen          | 2022                      | 5                         | 0                         | 0                         | 2024             | AIX Racing                    | 4                | 0                | 0                |
| Arvid Lindblad        | 2012–2023                 | 29                        | 6                         | 10                        | 2025             | Campos Racing                 | 0                | 0                | 0                |
| Kush Maini            | 2016–2017                 | 42                        | 0                         | 3                         | 2023–2025        | Campos Racing                 | 50               | 1                | 6                |
| Sebastián Montoya     | 2020–2021                 | 41                        | 0                         | 9                         | 2025             | Prema Racing                  | 0                | 0                | 0                |
| Sami Meguetounif      | 2021                      | 6                         | 0                         | 0                         | 2025             | Trident Motorsport            | 0                | 0                | 0                |
| Gabriele Minì         | 2020                      | 20                        | 4                         | 12                        | 2024–2025        | Prema Racing                  | 2                | 0                | 1                |
| Lando Norris          | 2015                      | 9                         | 0                         | 1                         | 2017–2018        | Campos Racing                 | 26               | 1                | 9                |
| Gianluca Petecof      | 2018–2019                 | 38                        | 5                         | 13                        | 2021             | Campos Racing                 | 6                | 0                | 0                |
| Mahaveer Raghunathan  | 2014                      | 18                        | 0                         | 0                         | 2019             | MP Motorsport                 | 20               | 0                | 0                |
| Marino Sato           | 2015–2016                 | 42                        | 1                         | 2                         | 2019–2022        | Campos Racing                 | 81               | 0                | 0                |
| Mick Schumacher       | 2016                      | 18                        | 5                         | 10                        | 2019–2020        | Prema Racing                  | 46               | 3                | 11               |
| Robert Shwartzman     | 2014–2015                 | 27                        | 2                         | 8                         | 2020–2021        | Prema Racing                  | 48               | 6                | 13               |
| Roman Staněk          | 2019                      | 6                         | 0                         | 0                         | 2023–2025        | MP Motorsport                 | 48               | 1                | 1                |
| Richard Verschoor     | 2016                      | 3                         | 0                         | 1                         | 2021–2025        | MP Motorsport                 | 98               | 4                | 12               |
| Frederik Vesti        | 2018                      | 3                         | 2                         | 3                         | 2022–2023        | ART Grand Prix                | 53               | 7                | 15               |
| Jüri Vips             | 2016–2017                 | 27                        | 2                         | 13                        | 2020–2022        | DAMS                          | 59               | 3                | 11               |
| Lirim Zendeli         | 2017                      | 18                        | 0                         | 2                         | 2021             | MP Motorsport                 | 18               | 0                | 0                |
| Guanyu Zhou           | 2015                      | 21                        | 3                         | 9                         | 2019–2021        | UNI-Virtuosi Racing           | 68               | 5                | 20               |

### Pilotos graduados para a Fórmula 1
- Negrito denota um piloto de Fórmula 1 ativo.
- O fundo dourado denota o campeão italiano de Fórmula 4.
- Itálico denota um piloto que tem contrato para estrear na Fórmula 1.

| Piloto                | Desempenho na Fórmula 4 Italiana | Desempenho na Fórmula 4 Italiana | Desempenho na Fórmula 4 Italiana | Desempenho na Fórmula 4 Italiana | Desempenho na Fórmula 1 | Desempenho na Fórmula 1               | Desempenho na Fórmula 1 | Desempenho na Fórmula 1 | Desempenho na Fórmula 1 |
| Piloto                | Ano(s)                           | Corridas                         | Vitórias                         | Pódios                           | Ano(s)                  | Equipe(s)                             | Corridas                | Vitórias                | Pódios                  |
| --------------------- | -------------------------------- | -------------------------------- | -------------------------------- | -------------------------------- | ----------------------- | ------------------------------------- | ----------------------- | ----------------------- | ----------------------- |
| Andrea Kimi Antonelli | 2021–2022                        | 29                               | 13                               | 15                               | 2025                    | Mercedes                              | 0                       | 0                       | 0                       |
| Oliver Bearman        | 2020–2021                        | 29                               | 12                               | 17                               | 2024–                   | Ferrari, Haas                         | 3                       | 0                       | 0                       |
| Gabriel Bortoleto     | 2020                             | 20                               | 1                                | 5                                | 2025                    | Sauber                                | 0                       | 0                       | 0                       |
| Jack Doohan           | 2018                             | 6                                | 0                                | 0                                | 2024–                   | Alpine                                | 0                       | 0                       | 0                       |
| Lando Norris          | 2015                             | 9                                | 0                                | 1                                | 2019–                   | McLaren                               | 125                     | 3                       | 25                      |
| Mick Schumacher       | 2016                             | 18                               | 5                                | 10                               | 2021–2022               | Haas                                  | 44                      | 0                       | 0                       |
| Lance Stroll          | 2014                             | 21                               | 3                                | 11                               | 2017–                   | Williams, Racing Point e Aston Martin | 166                     | 0                       | 3                       |
| Guanyu Zhou           | 2015                             | 21                               | 3                                | 9                                | 2022–2024               | Alfa Romeo e Sauber                   | 68                      | 0                       | 0                       |

## Circuitos
- Negrito denota um circuito de Fórmula 1 atual.
- Itálico denota um antigo circuito de Fórmula 1 .

| Número | Países, Circuitos                           | Rodadas | Anos                  | Total |
| ------ | ------------------------------------------- | ------- | --------------------- | ----- |
| 1      | Circuito de Imola                           | 15      | 2014–⁠2025             | 8     |
| 2      | Circuito de Mugello                         | 12      | 2014–⁠2025             | 8     |
| 3      | Circuito ACI Vallelunga                     | 11      | 2014–⁠2025             | 8     |
| 3      | Autódromo Nacional de Monza                 | 11      | 2014–⁠2025             | 8     |
| 5      | Circuito Mundial de Misano Marco Simoncelli | 10      | 2015–⁠2025             | 7     |
| 6      | Autódromo Internacional Adria               | 5       | 2014–⁠2018             | 5     |
| 7      | Red Bull Ring                               | 4       | 2019–⁠2022             | 3     |
| 8      | Circuito Paul Ricard                        | 4       | 2018, 2021, 2023–2024 | 2     |
| 9      | Autódromo dell'Umbria                       | 1       | 2014                  | 1     |
| 9      | Hungaroring                                 | 1       | 2019                  | 1     |
| 10     | Circuito de Barcelona-Catalunha             | 1       | 2024–⁠2025             | 1     |